# Rași, Ialomița
Rași este un sat în comuna Sălcioara din județul Ialomița, Muntenia, România. Se află în partea de sud a județului, în Câmpia Ialomiței. La recensământul din 2002 avea o populație de 1.309 locuitori.